# PKP řada Tp4

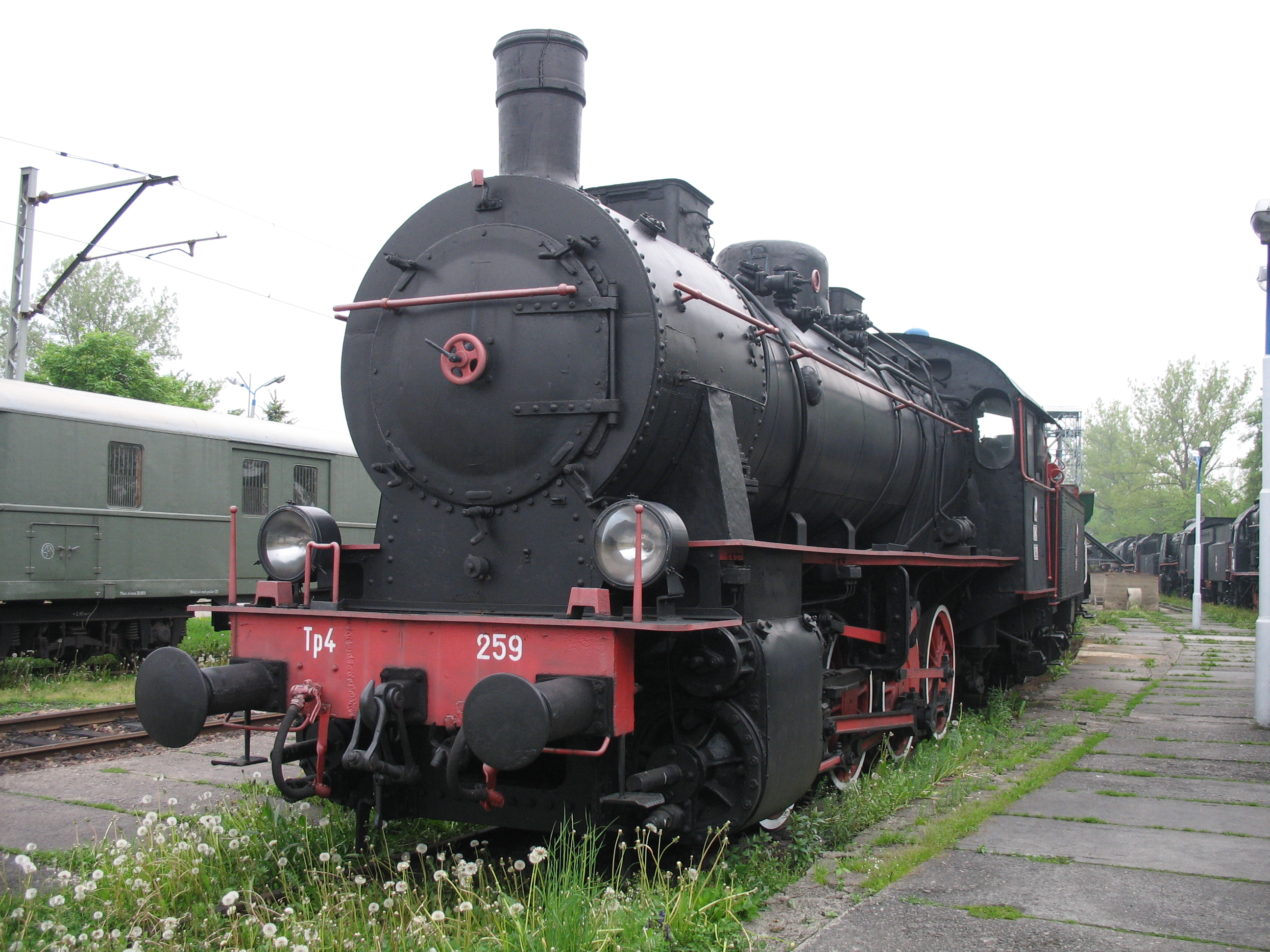
Lokomotiva Tp4-259 v Chabówce

Tp4 je polská parní lokomotiva, vyráběná v letech 1913 až 1921 jako pruská řada G 8.1 v různých německých lokomotivkách. Lokomotivy tohoto typu byly používány především k přepravě zboží při výrobě a zpracování uhlí. Bylo vyrobeno asi 302 kusů.